# Matteo Jorgenson
Matteo Jorgenson (Walnut Creek, 1º luglio 1999) è un ciclista su strada statunitense che corre per il Team Visma-Lease a Bike; è professionista dal 2020, soprannominato Potato Jorgenson, ha caratteristiche di passista-scalatore.
In carriera, ha vinto due edizioni della Parigi-Nizza (nel 2024 e 2025).

## Palmarès
- 2023 (Movistar Team, due vittorie)

3ª tappa Tour of Oman (Al Khobar > Jabal Haat)
Classifica generale Tour of Oman
- 2024 (Team Visma-Lease a Bike, due vittorie)

Classifica generale Parigi-Nizza
Dwars door Vlaanderen
- 2025 (Team Visma-Lease a Bike, una vittoria)

Classifica generale Parigi-Nizza

### Altri successi
- 2019 (AG2R La Mondiale)

Classifica a punti Tour de l'Avenir
1ª tappa Giro della Regione Friuli Venezia Giulia (Torreano > Martignacco, cronosquadre)
- 2023 (Movistar Team)

Classifica a punti Tour of Oman
Classifica giovani Tour of Oman
Classifica giovani Giro di Romandia
- 2024 (Team Visma-Lease a Bike)

Classifica giovani Parigi-Nizza
Classifica giovani Giro del Delfinato

## Piazzamenti

### Grandi Giri
- Giro d'Italia

2021: 98º
- Tour de France

2022: 20º
2023: non partito (16ª tappa)
2024: 8º
2025: 19º

### Classiche monumento
- Milano-Sanremo

2020: 17º
- Giro delle Fiandre

2023: 9º
2024: 31°
2025: 47º
- Parigi-Roubaix

2021: 65º
- Liegi-Bastogne-Liegi

2020: 45º
2021: 56º
- Giro di Lombardia

2023: 23º

### Competizioni mondiali
- Campionati del mondo

Bergen 2017 - In linea Junior: 58º
Yorkshire 2019 - In linea Under-23: 105º
Fiandre 2021 - In linea Elite: ritirato
- Giochi olimpici

Parigi 2024 - In linea: 9º